# Varennes-sur-Allier
Varennes-sur-Allier là một xã ở tỉnh Allier thuộc miền trung nước Pháp.

## Hành chính
| Danh sách các thị trưởng               |                          |                  |            |         |
| Giai đoạn                              | Giai đoạn                | Tên              | Đảng       | Tư cách |
| tháng 3 năm 2001                       | bầu lại tháng 3 năm 2008 | Pierre Courtadon | communiste |         |
| Tất cả các dữ liệu trước đây không rõ. |                          |                  |            |         |

## Dân số
| 1962                                         | 1968 | 1975 | 1982 | 1990 | 1999 | 2006 |
| -------------------------------------------- | ---- | ---- | ---- | ---- | ---- | ---- |
| 4020                                         | 4712 | 4907 | 4751 | 4413 | 4072 | 3872 |
| Số liệu từ năm 1968: Dân số không tính trùng |      |      |      |      |      |      |